# Paul Becker (Philologe)
Paul Adam von Becker (russisch Пауль Адам Васильевич Беккер; * 8. Mai 1808 in Reval (Tallinn); † 20. April 1881 in Dresden) war ein deutschstämmiger russischer Altphilologe, Archäologe, Gymnasiallehrer und Träger des 1860 verliehenen Titels „Wirklicher Kaiserlich Russischer Staatsrat“ (russisch действительный статский советник). Zuletzt war er als Professor und Direktor am französischsprachigen „Lycée Richelieu“ in Odessa tätig. Er war aktives Mitglied der Gesellschaft für Geschichte und Altertumskunde in Odessa.

## Familie
Paul Becker war der Sohn von Friedrich Wilhelm Becker (* 4. Januar 1773 in Oberlichtenau bei Pulsnitz; † 21. Oktober 1847 in Kiew) aus Sachsen, der als Lehrer, später Professor, für römische Literatur und Hofrat zunächst in das Baltikum und später in die Ukraine gezogen war. Seine Mutter war Anna Margarethe Friederike Becker, geborene von Hueck (* 4. Juli 1788 in Reval (Tallinn); † 30. Oktober 1847 in Kiew). Ein Bruder des Friedrich Wilhelm Becker war Christian Gottfried Becker (* 2. September 1771 in Oberlichtenau; † 23. Oktober 1820 in Chemnitz). Christian Gottfried Becker jun. war der erste Großindustrielle in Chemnitz und hatte maßgeblichen Anteil daran, dass sich Chemnitz zu einem Textilzentrum entwickelte.
Friedrich Wilhelm Becker hatte drei Söhne bzw. Paul Adam von Becker noch zwei Brüder, den späteren Arzt Wilhelm Gustav Becker (russisch Василий Васильевич Беккер) (1811–1874) und den Juristen Friedrich Woldemar Adam Becker (1825–1848).

## Leben und Wirken
In Reval besuchte Paul Becker von 1820 bis 1826 das Gustav-Adolf-Gymnasium. Anschließend studierte er Philosophie von 1826 bis 1829 an den Universitäten Dorpat, danach von 1829 bis 1831 Leipzig und von 1831 bis 1833 in Berlin Latein und griechische Literatur. Im Jahre 1834 wurde er in Jena zum Dr. phil. promoviert. In den Jahren von 1834 bis 1836 widmete er sich archäologischen Forschungen im Ausland. Sodann nahm er 1836 seine Tätigkeit als Lehrer zunächst in Sankt Petersburg auf. In Odessa erhielt er 1837 die Position eines Lehrbeauftragten und Privatdozenten und lehrte dann von 1838 bis 1857 als ordentlicher Professor für griechische und römische Literaturgeschichte in Odessa.
Von 1838 bis 1850 wirkte er auch als Bibliothekar. Er legte im Jahre 1839 das Magisterexamen ab und verteidigte seine Dissertation an der Universität des Heiligen Wladimir in Kiew, im März desselben Jahres wurde er dann zum Professor befördert. Zunächst unterrichtete er von 1840 bis 1841 Gymnasialklassen am „Rischeljewski Lyzeums“ („Lycée Richelieu“) und gab von 1853 bis 1854 noch zusätzlich Lateinunterricht am selben Gymnasium. Vom Jahre 1857 an bis 1863 war er in der Funktion des Direktors eben an jenem französischsprachigen „Lycée Richelieu“ tätig. Von 1849 bis 1853 war er zugleich Direktor des „Gymnasium № 2“.
Er verlegte im Ruhestand seinen Lebensmittelpunkt 1863 nach Dresden. Er hat eine Reihe von wissenschaftlichen Arbeiten veröffentlicht (so etwa 1858, 1862 und 1863) im Zusammenhang mit den Problemen der antiken Numismatik und Epigraphik auf der Krim.
Sein Grab befindet sich auf dem Trinitatisfriedhof in Dresden.

## Ehen und Nachkommen
Paul Adam von Becker war dreimal verheiratet. Die erste Ehefrau war Elise Wilhelmine Becker, geborene Dörstling (* 10. Februar 1818 Chemnitz; † 16. Januar 1844 Odessa). Die beiden heirateten in Wien am 25. Mai 1838. Sie war eine Cousine 1. Grades, denn ihre Mutter und sein Vater waren Geschwister (Nepotismus). Aus der ersten Ehe gingen zwei Söhne hervor:
- Carl Woldemar Becker (russisch Карл Вольдемар Беккер), der Vater der deutschen Malerin Paula Modersohn-Becker, und
- Oskar Wilhelm Becker (russisch Оскар Вильгельм Беккер), die beide, nach dem Tode ihrer Mutter, Anfang der 1850er Jahre in Sachsen ansässig wurden.

Die zweite Ehefrau war Marie Wilhelmine Becker, geborene Baum (* 8. Dezember 1819 Sankt Petersburg; † 20. April 1856 Kiew). Die Hochzeit fand am 14. April 1850 in Enisala (Razim-See). Sie war die Mutter von:
- Marie Luisa von Becker und
- Ernst Arthur Becker.

Die dritte Ehefrau war Bianca Constanze Charlotte Alexandrine Becker, geborene von Douallier (* 22. August 1833 Naumburg am Bober; † 13. Dezember 1909 Dresden). Das Paar heiratete am 22. Juli 1858. Sie war die von Mutter von:
- Friederike Wilhelmine Becker (genannt Tante Minna/Minchen) (* 19. Mai 1859 in Odessa) und
- Paul Johannes Becker (* 31. Januar 1864 in Dresden).

## Veröffentlichungen (Auswahl)
- Гимназиче-ского курса латинского языка. Odessa 1846
- Берег Понта Эвксинского от Истра до Борисфена в отношении к древним колониям. St. Petersburg 1852
- Керчь и Тамань в июле 1852 года. Moskau 1853. 34 с.
- Ключ к пониманию некоторых древностей Ольвии и Херсониса Таврического. Odessa 1858
- Керчь и Тамань в июле месяце 1852 года. // Пропилеи: сборник статей по классической древности, изд. П. Леонтьевым. Moskau 1853.б. Кн. 3. С. 349—382.
- Керчь и Тамань в июле месяце 1852 года. // Пропилеи. 2 изд. М., 1858.а. Кн. 3. С. 349—382.
- Ключ к изъяснению некоторых древностей Ольвии и Херсониса Таврического. Odessa 1858. б. 26 с.
- О новооткрытых монетах города Херсониса-Таврического. // ЗООИД. 1858.в. Т. 4. С. 134—142.
- Замечания о неизданных греческих надписях, собранных в Южной России. Odessa 1862. 81 с.
- Изъяснение двух новонайденных надписей из Пантикапеи In: Записки Одесского Общества Истории и Древностей Bd. 5, 1, 1863, S. 3–17.